# Carreteras nacionales de Corea del Sur

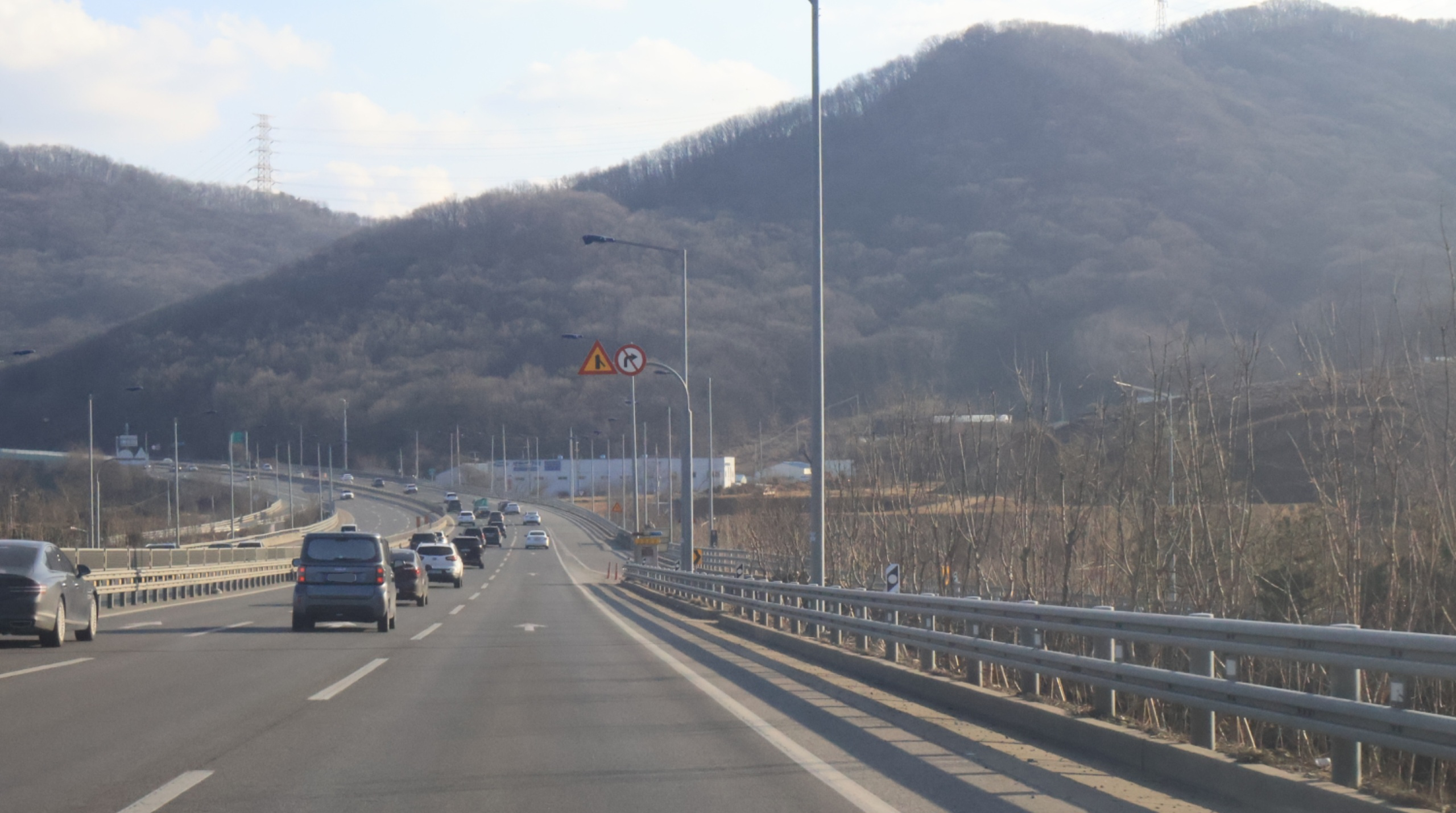
Carretera nacional de Corea del Sur

Corea del Sur tiene un sistema de carreteras nacionales (en hangul, 국도; en hanja, 國道; romanización revisada, Gukdo), llamadas oficialmente Carreteras Nacionales Generales (en hangul, 일반국도; en hanja, 一般國道; romanización revisada, Ilbangukdo), distintas de las autopistas. El Ministerio de Tierra, Infraestructura y Transporte y otras agencias gubernamentales administran las carreteras nacionales.

## Lista de carreteras nacionales
| Carretera nacional | Origen                          | Destino                         | Ciudades importantes | Longitud total (km) |
| ------------------ | ------------------------------- | ------------------------------- | --- | ------------------- |
| 1                  | Mokpo, Jeolla del Sur           | Paju, Gyeonggi                  | Muan, Hampyeong, Naju, Gwangju, Jangseong, Jeongeup, Gimje, Jeonju, Wanju, Iksan, Nonsan, Gyeryong, Daejeon, Gongju, Sejong, Cheonan, Pyeongtaek, Osan, Hwaseong, Suwon, Uiwang, Anyang, Seúl, Goyang                                                                       | 509,9 km            |
| 2                  | Sinan, Jeolla del Sur           | Jung-gu, Busan                  | Mokpo, Muan, Yeongam, Gangjin, Jangheung, Boseong, Suncheon, Gwangyang, Hadong, Jinju, Changwon | 477,4 km            |
| 3                  | Namhae, Gyeongsang del Sur      | Cheorwon, Gangwon               | Sacheon, Jinju, Sancheong, Hamyang, Geochang, Gimcheon, Sangju, Mungyeong, Goesan, Chungju, Eumseong, Yeoju, Icheon, Gwangju, Seongnam, Seúl, Uijeongbu, Yangju, Dongducheon, Yeoncheon                                                                                     | 540,9 km            |
| 4                  | Gunsan, Jeolla del Norte        | Gyeongju, Gyeongsang del Norte  | Seocheon, Buyeo, Nonsan, Gyeryong, Daejeon, Okcheon, Yeongdong, Gimcheon, Chilgok, Daegu, Gyeongsan, Yeongcheon | 417,9 km            |
| 5                  | Geoje, Gyeongsang del Sur       | Cheorwon, Gangwon               | Changwon, Haman, Changnyeong, Daegu, Chilgok, Gunwi, Uiseong, Andong, Yeongju, Danyang, Jecheon, Wonju, Hoengseong, Hongcheon, Chuncheon, Hwacheon | 576,5 km            |
| 6                  | Jung-gu, Incheon                | Gangneung, Gangwon              | Bucheon, Seúl, Guri, Namyangju, Yangpyeong, Hoengseong, Pyeongchang | 274,3 km            |
| 7                  | Jung-gu, Busan                  | Goseong, Gangwon                | Yangsan, Ulsan, Gyeongju, Pohang, Yeongdeok, Uljin, Samcheok, Donghae, Gangneung, Yangyang, Sokcho | 484,3 km            |
| 13                 | Wando, Jeolla del Sur           | Geumsan, Chungcheong del Sur    | Haenam, Gangjin, Yeongam, Naju, Gwangju, Damyang, Gokseong, Namwon, Sunchang, Imsil, Jangsu, Jinan | 308,9 km            |
| 14                 | Geoje, Gyeongsang del Sur       | Pohang, Gyeongsang del Norte    | Tongyeong, Goseong, Changwon, Gimhae, Busan, Ulsan, Gyeongju | 315,9 km            |
| 15                 | Goheung, Jeolla del Sur         | Damyang, Jeolla del Sur         | Suncheon, Boseong, Hwasun, Gokseong | 167,4 km            |
| 17                 | Yeosu, Jeolla del Sur           | Yongin, Gyeonggi                | Suncheon, Gurye, Gokseong, Namwon, Imsil, Wanju, Jeonju, Geumsan, Daejeon, Cheongju, Jincheon, Anseong | 432,6 km            |
| 18                 | Jindo, Jeolla del Sur           | Gurye, Jeolla del Sur           | Haenam, Gangjin, Jangheung, Boseong, Suncheon, Gokseong | 282,6 km            |
| 19                 | Namhae, Gyeongsang del Sur      | Hongcheon, Gangwon              | Hadong, Gurye, Namwon, Jangsu, Muju, Yeongdong, Okcheon, Boeun, Cheongju, Goesan, Chungju, Wonju, Hoengseong | 496,4 km            |
| 20                 | Sancheong, Gyeongsang del Sur   | Pohang, Gyeongsang del Norte    | Uiryeong, Hapcheon, Changnyeong, Cheongdo, Gyeongju | 230,2 km            |
| 21                 | Namwon, Jeolla del Norte        | Icheon, Gyeonggi                | Sunchang, Jeongeup, Gimje, Wanju, Jeonju, Iksan, Gunsan, Seocheon, Boryeong, Hongseong, Yesan, Asan, Cheonan, Jincheon, Eumseong | 430,9 km            |
| 22                 | Jeongeup, Jeolla del Sur        | Suncheon, Jeolla del Sur        | Gochang, Yeonggwang, Hampyeong, Gwangju, Hwasun | 204,5 km            |
| 23                 | Gangjin, Jeolla del Sur         | Cheonan, Chungcheong del Sur    | Jangheung, Yeongam, Naju, Hampyeong, Yeonggwang, Gochang, Buan, Gimje, Iksan, Nonsan, Gongju, Sejong Ciudad | 395,7 km            |
| 24                 | Sinan, Jeolla del Sur           | Nam-gu, Ulsan                   | Muan, Hampyeong, Jangseong, Damyang, Sunchang, Namwon, Hamyang, Geochang, Hapcheon, Changnyeong, Miryang | 404 km              |
| 25                 | Changwon, Gyeongsang del Sur    | Cheongju, Chungcheong del Norte | Gimhae, Miryang, Cheongdo, Gyeongsan, Daegu, Chilgok, Gumi, Uiseong, Sangju, Boeun | 318,8 km            |
| 26                 | Gunsan, Jeolla del Norte        | Seo-gu, Daegu                   | Iksan, Gimje, Jeonju, Wanju, Jinan, Jangsu, Hamyang, Geochang, Hapcheon, Goryeong | 235,6 km            |
| 27                 | Goheung, Jeolla del Sur         | Gunsan, Jeolla del Norte        | Boseong, Suncheon, Gokseong, Sunchang, Imsil, Wanju, Jeonju, Iksan | 257,8 km            |
| 28                 | Yeongju, Gyeongsang del Norte   | Pohang, Gyeongsang del Norte    | Yecheon, Uiseong, Gunwi, Yeongcheon, Gyeongju | 204,8 km            |
| 29                 | Boseong, Jeolla del Sur         | Seosan, Chungcheong del Sur     | Hwasun, Gwangju, Damyang, Sunchang, Jeongeup, Buan, Gimje, Gunsan, Seocheon, Buyeo, Cheongyang, Yesan, Hongseong | 330,4 km            |
| 30                 | Buan, Jeolla del Norte          | Seo-gu, Daegu                   | Gimje, Jeongeup, Imsil, Jinan, Muju, Gimcheon, Seongju | 355,1 km            |
| 31                 | Gijang, Busan                   | Yanggu, Gangwon                 | Ulsan, Gyeongju, Pohang, Cheongsong, Yeongyang, Bonghwa, Taebaek, Yeongwol, Pyeongchang, Hongcheon, Inje | 627,6 km            |
| 32                 | Taean, Chungcheong del Sur      | Jung-gu, Daejeon                | Seosan, Dangjin, Yesan, Gongju, Sejong | 180,7 km            |
| 33                 | Goseong, Gyeongsang del Sur     | Gumi, Gyeongsang del Norte      | Sacheon, Jinju, Sancheong, Uiryeong, Hapcheon, Goryeong, Seongju, Chilgok | 226,1 km            |
| 34                 | Dangjin, Chungcheong del Sur    | Yeongdeok, Gyeongsang del Norte | Asan, Cheonan, Anseong, Jincheon, Jeongpyeong, Goesan, Mungyeong, Yecheon, Andong, Cheongsong | 310,8 km            |
| 35                 | Buk-gu, Busan                   | Gangneung, Gangwon              | Yangsan, Ulsan, Gyeongju, Yeongcheon, Cheongsong, Andong, Bonghwa, Taebaek, Samcheok, Jeongseon | 458,6 km            |
| 36                 | Boryeong, Chungcheong del Sur   | Uljin, Gyeongsang del Norte     | Cheongyang, Gongju, Sejong Ciudad, Cheongju, Jeungpyeong, Eumseong, Chungju, Jecheon, Danyang, Yeongju, Bonghwa | 388,2 km            |
| 37                 | Geochang, Gyeongsang del Sur    | Paju, Gyeonggi                  | Muju, Geumsan, Okcheon, Boeun, Sangju, Goesan, Eumseong, Icheon, Yeoju, Yangpyeong, Gapyeong, Pocheon, Yeoncheon | 448,2 km            |
| 38                 | Seosan, Chungcheong del Sur     | Donghae, Gangwon                | Dangjin, Asan, Pyeongtaek, Anseong, Icheon, Eumseong, Chungju, Jecheon, Yeongwol, Jeongseon, Taebaek, Samcheok | 353 km              |
| 39                 | Buyeo, Chungcheong del Sur      | Uijeongbu, Gyeonggi             | Cheongyang, Gongju, Asan, Pyeongtaek, Hwaseong, Ansan, Siheung, Bucheon, Incheon, Seúl, Goyang, Yangju | 225,4 km            |
| 40                 | Dangjin, Chungcheong del Sur    | Gongju, Chungcheong del Sur     | Yesan, Hongseong, Boryeong, Buyeo | 145,6 km            |
| 42                 | Jung-gu, Incheon                | Donghae, Gangwon                | Siheung, Ansan, Suwon, Yongin, Icheon, Yeoju, Wonju, Hoengseong, Pyeongchang, Jeongseon, Gangneung | 336,1 km            |
| 43                 | Sejong (ciudad)                 | Cheorwon, Gangwon               | Gongju, Cheonan, Asan, Pyeongtaek, Hwaseong, Suwon, Yongin, Gwangju, Hanam, Seúl, Guri, Namyangju, Uijeongbu, Pocheon | 268,5 km            |
| 44                 | Yangpyeong, Gyeonggi            | Yangyang, Gangwon               | Hongcheon, Inje | 137,2 km            |
| 45                 | Seosan, Chungcheong del Sur     | Gapyeong, Gyeonggi              | Yesan, Asan, Pyeongtaek, Anseong, Yongin, Gwangju, Namyangju | 202,6 km            |
| 46                 | Jung-gu, Incheon                | Goseong, Gangwon                | Bucheon, Seúl, Guri, Namyangju, Gapyeong, Chuncheon, Hwacheon, Yanggu, Inje | 281,7 km            |
| 47                 | Ansan, Gyeonggi                 | Cheorwon, Gangwon               | Gunpo, Uiwang, Anyang, Gwacheon, Seúl, Guri, Namyangju, Pocheon, Gapyeong, Pocheon | 133,8 km            |
| 48                 | Ganghwa, Incheon                | Jongno-gu, Seúl                 | Gimpo | 68 km               |
| 56                 | Cheorwon, Gangwon               | Yangyang, Gangwon               | Hwacheon, Chuncheon, Hongcheon | 205,7 km            |
| 58                 | Changwon, Gyeongsang del Sur    | Cheongdo, Gyeongsang del Norte  | Busan, Gimhae, Miryang | 82,8 km             |
| 59                 | Gwangyang, Jeolla del Sur       | Yangyang, Gangwon               | Hadong, Sancheong, Geochang, Hapcheon, Seongju, Gimcheon, Gumi, Sangju, Uiseong, Yecheon, Mungyeong, Danyang, Yeongwol, Jeongseon, Pyeongchang, Gangneung | 494,2 km            |
| 67                 | Chilgok, Gyeongsang del Norte   | Gunwi, Gyeongsang del Norte     | Gumi | 40,5 km             |
| 75                 | Gapyeong, Gyeonggi              | Hwacheon, Gangwon               | | 85 km               |
| 77                 | Jung-gu, Busan                  | Paju, Gyeonggi                  | Changwon, Goseong, Tongyeong, Sacheon, Namhae, Yeosu, Goheung, Boseong, Wando, haenam, Mokpo, Sinan, Muan, Yeonggwang, Gochang, Buan, Gimje, Gunsan, Seocheon, Boryeong, Taean, Seosan, Dangjin, Asan, Pyeongtaek, Hwaseong, Ansan, Siheung, Incheon, Bucheon, Seúl, Goyang | 1239,4 km           |
| 79                 | Uiryeong, Gyeongsang del Sur    | Changnyeong,Gyeongsang del Sur  | Haman, Changwon | 111,6 km            |
| 82                 | Pyeongtaek, Gyeonggi            | Hwaseong, Gyeonggi              | | 31,2 km             |
| 87                 | Pocheon, Gyeonggi               | Cheorwon, Gangwon               | | 61,2 km             |
| 88                 | Yeongyang, Gyeongsang del Norte | Uljin, Gyeongsang del Norte     | | 38,5 km             |